# Orbea variegata
Orbea variegata es una especie de planta con flores de la familia Apocynaceae, conocida como flor del lagarto o flor de la estrella. Es nativa de la franja costera de Western Cape, Sudáfrica, y crece activamente durante la temporada de lluvias de invierno. 10 cm de alto por 50 cm de ancho. Es una planta perenne sin hojas, con tallos dentados parecidos a los de los cactus y flores altamente variables, en forma de estrella, de color blanco, blanquecino o amarillo, el color del envés de la flor generalmente de color fucsia,  fuertemente moteadas de marrón, de hasta 8 cm de diámetro. Las flores pueden mostrar marcas regulares (con bandas) o irregulares. Tienen cinco lóbulos puntiagudos o romos que rodean un anillo pentagonal central (corona). Cada planta puede producir hasta cinco flores. Las flores pueden tener un ligero olor a carroña para atraer a posibles insectos polinizadores.
Esta planta es popular en el cultivo, y a menudo se vende bajo su antiguo nombre Stapelia variegata. Tiene muchos nombres comunes, incluyendo planta de estrellas de mar, cactus de estrellas de mar, cactus carroñero, flor de carroña, cactus sapo, planta de sapo. No está estrechamente relacionado con la verdadera familia de los cactus. Cuando se cultiva como planta ornamental en zonas templadas requiere protección, ya que no tolera temperaturas de congelación. Se cultiva mejor en invernadero, en condiciones similares a las de los cactus.
En el Reino Unido ha ganado el Premio al Mérito en Jardinería de la Royal Horticultural Society.
Es una especie invasora en el sur de Australia.

## Galería

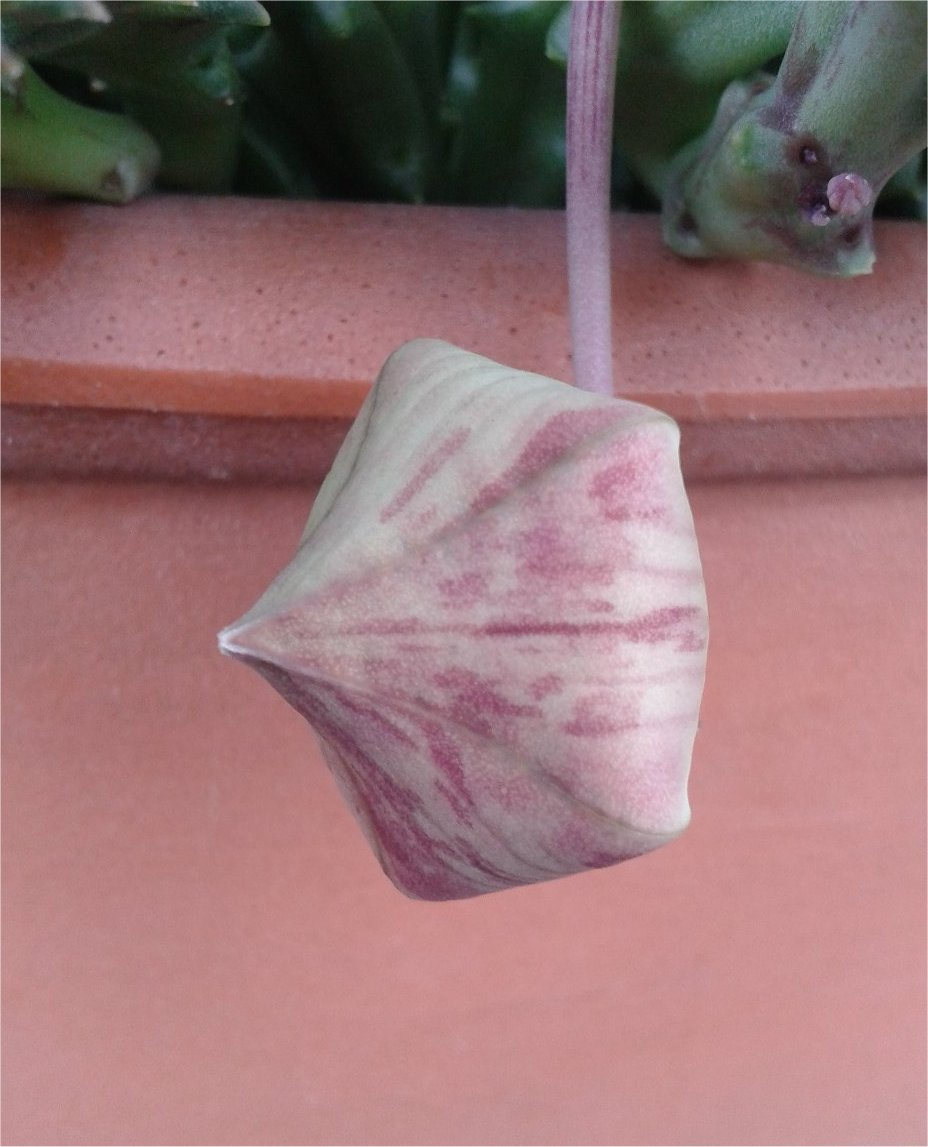
Pimpollo
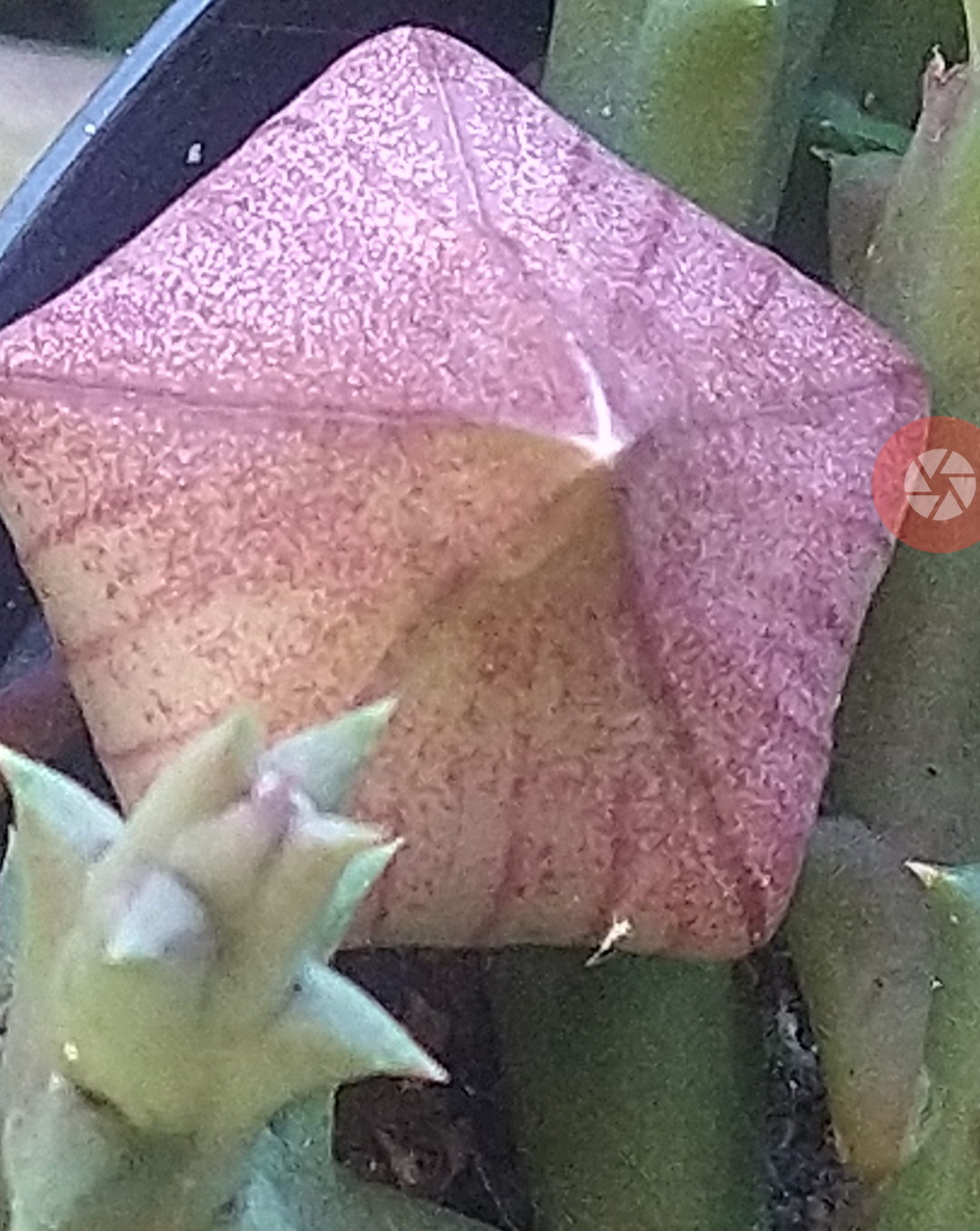
Capullo fucsia
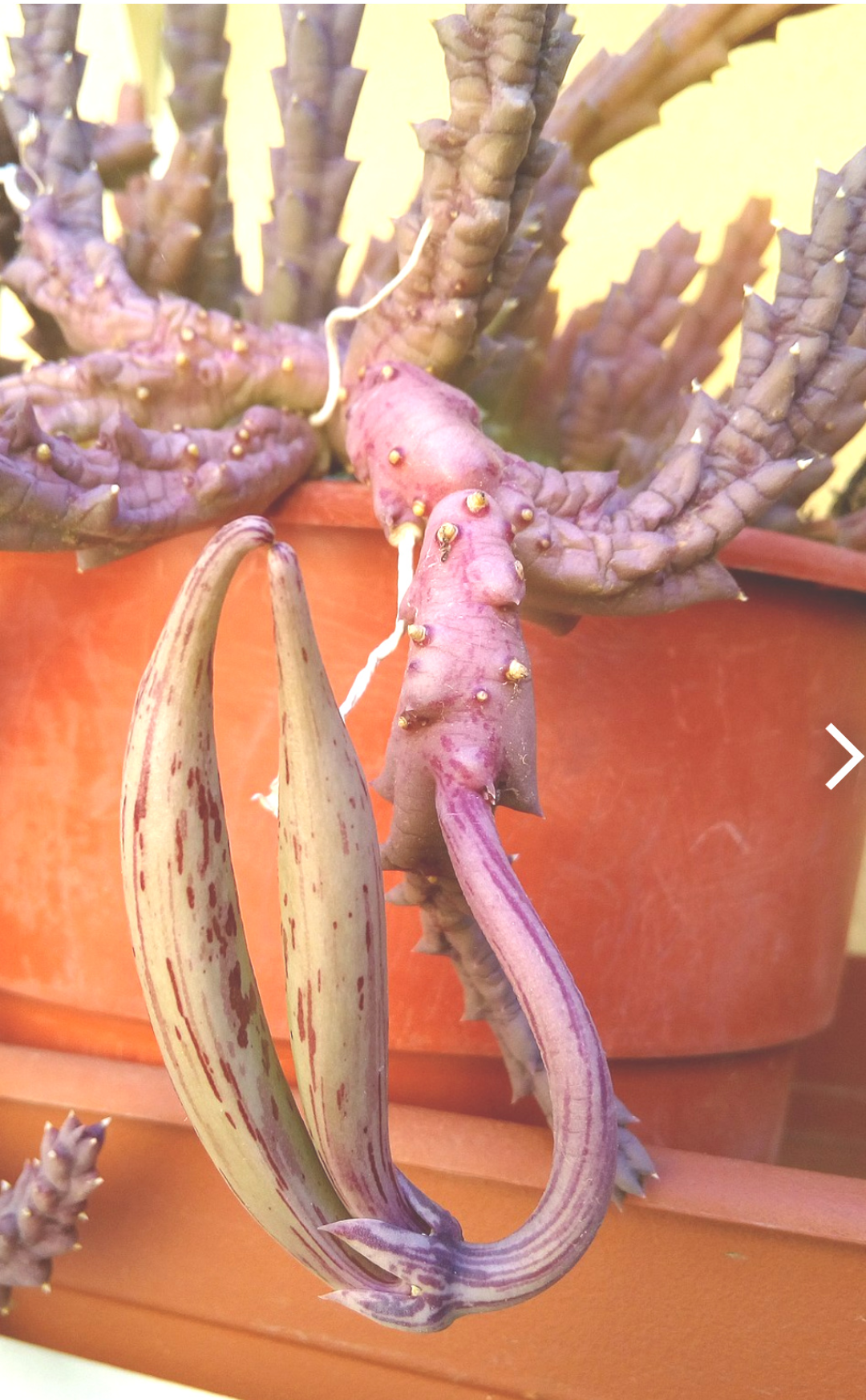
Orbea_variegata_,_fruto_2
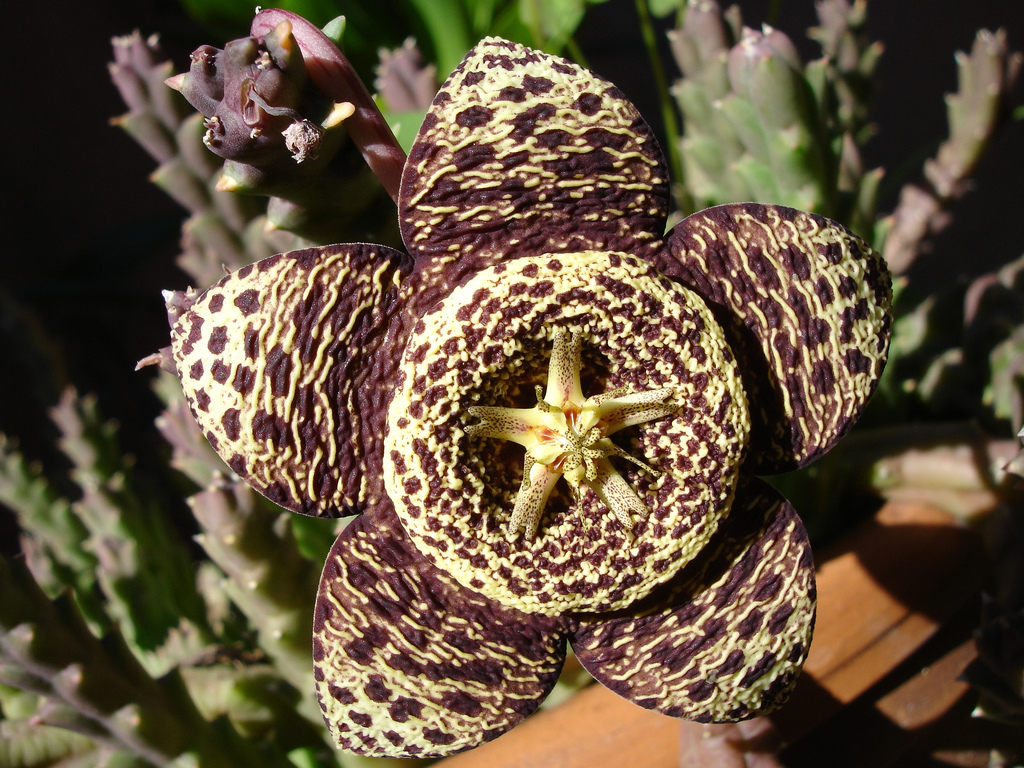
Flor
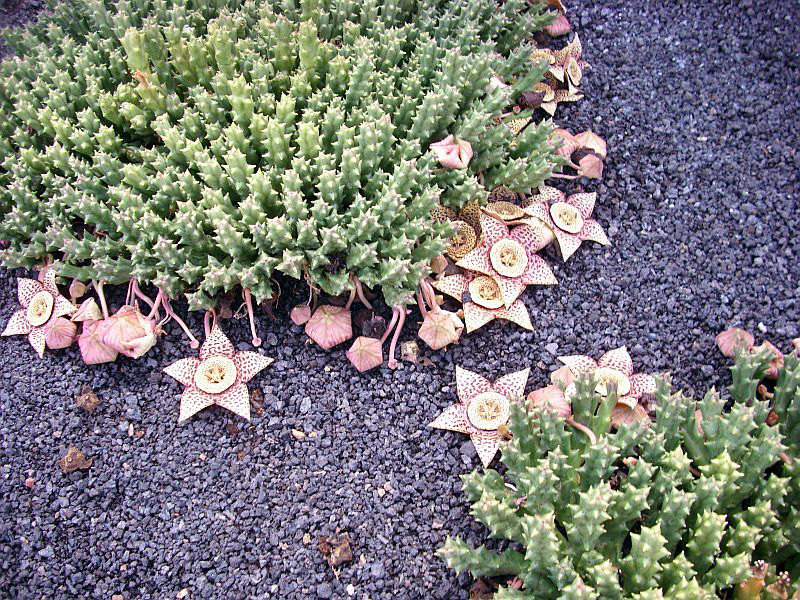
Colonias maduras
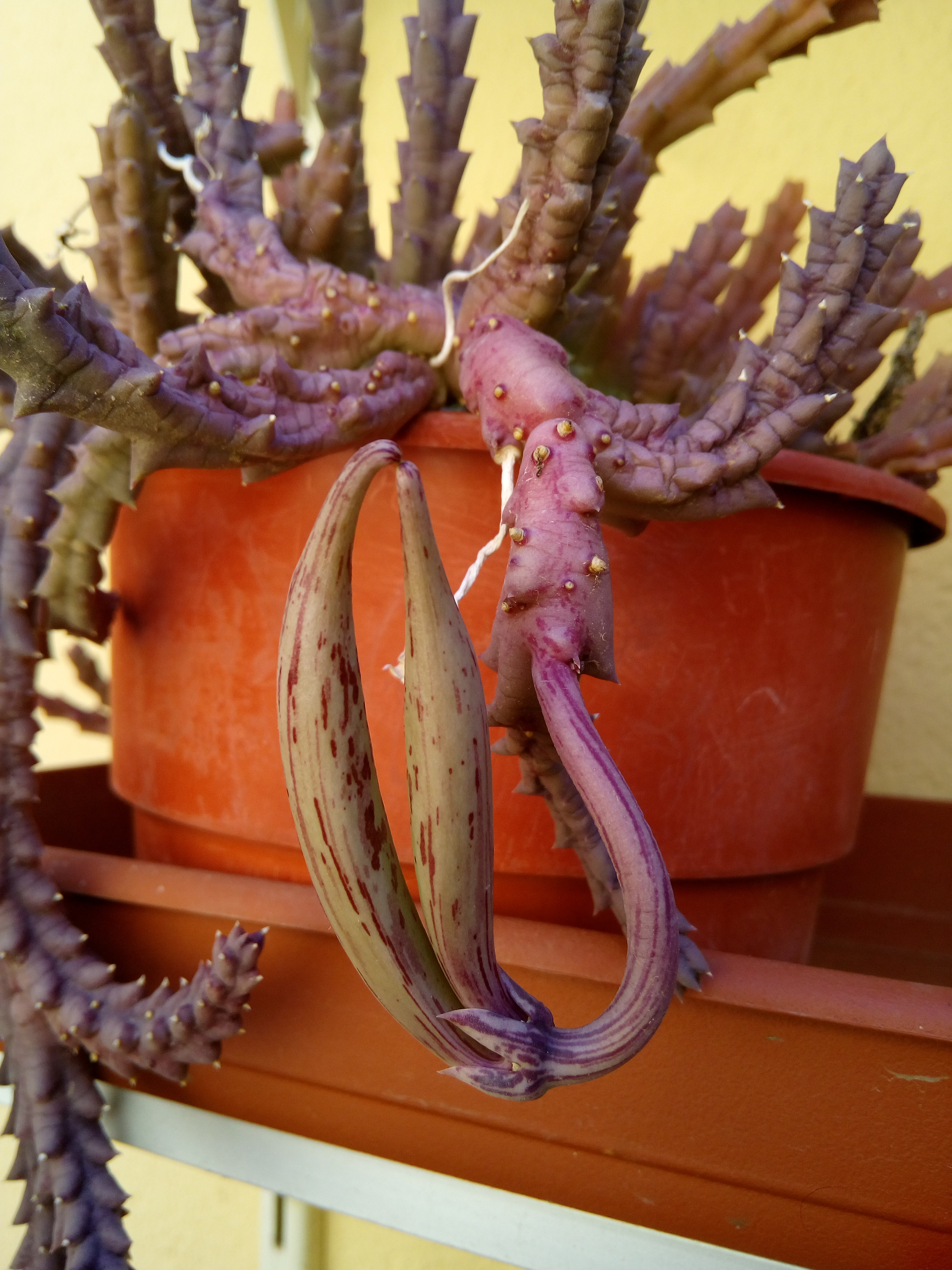
Fruto
frutofruto
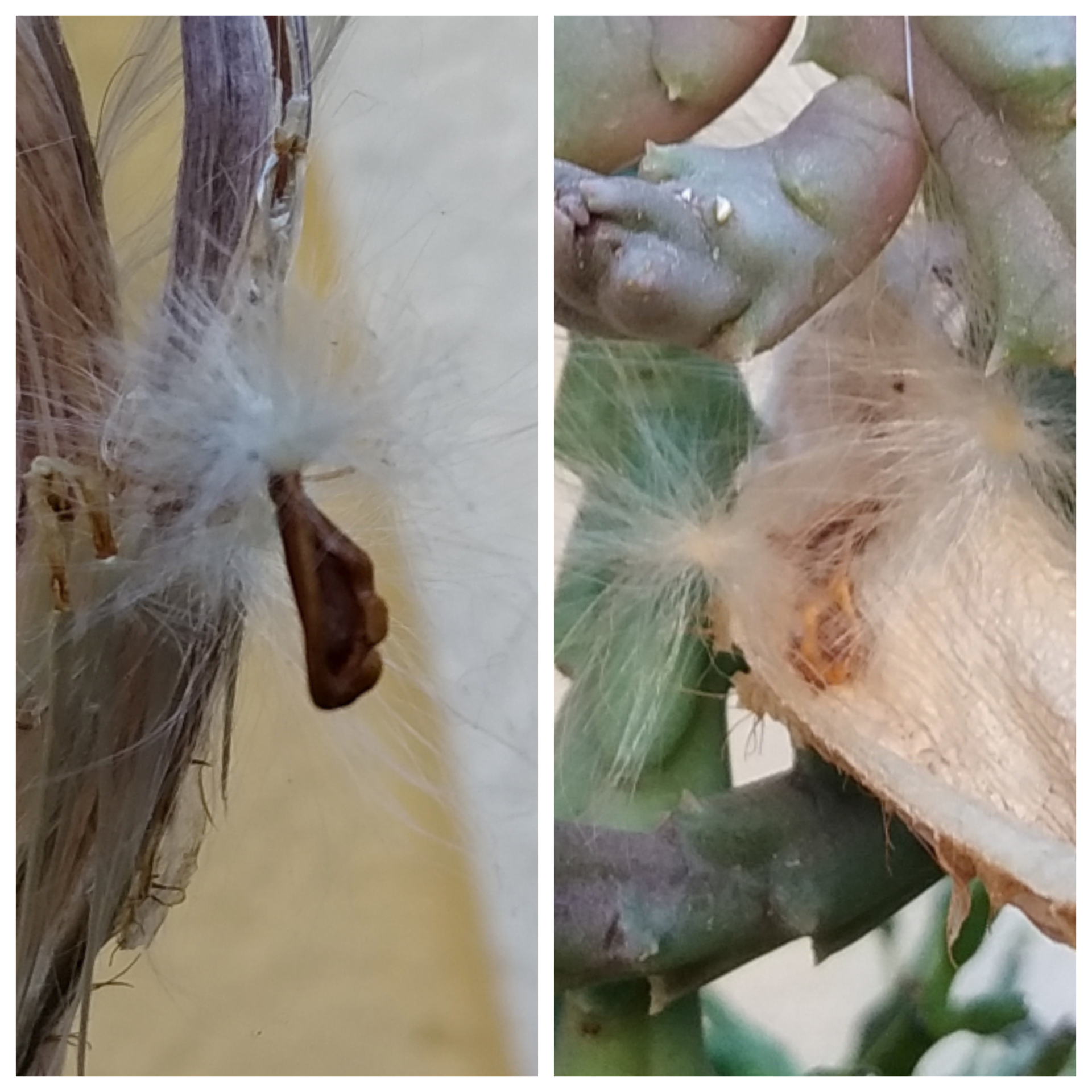
Semilla